# Albert van Urk
Albert van Urk, (Urk, 2 januari 1938 – aldaar, 19 augustus 2014), was een Nederlandse amateurhistoricus en conservator. Van Urk publiceerde vooral over de historie van Urk, Schokland en de afsluiting en drooglegging van de Zuiderzee. Hij was een zoon van de Urker dorpsdichteres Mariap van Urk.
Naast publicist bij de Stichting Urker Uitgaven stond hij mede aan de wieg van het Urker museum, waar hij na totstandkoming als conservator werkzaam was.